# Романчук Вікторія Олександрівна
Вікторія Романчук (27 грудня 1997, Ківерці, Волинська область, Україна) — українська художниця, учасниця Революції Гідності, громадська активістка, волонтерка, засновниця Молодіжної мистецької формації «Maysternia».

## Життєпис

### Освіта
Народилась у місті Ківерці, Волинської області, 27 грудня 1997 р.
Початкову художню освіту здобула у Луцькій дитячій художній школі.
Середню освіту отримала у Навчально-виховному комплексі Ківерцівська районна гімназія.
З 2013 до 2017 року проходила навчання у Косівському училищі декоративно прикладного мистецтва Львівської національної академії мистецтв (ДПМ ЛНАМ) на факультеті художнього розпису (ХР). Закінчила з червоним дипломом.
2017—2019 рр. — Навчання у Львівській національній академії мистецтв (ЛНАМ), кафердра ОМіР, відділ Монументального живопису (МЖ).

### Громадська діяльність

Михайлівський шпиталь 2014 р. (на фото праворуч — Тарас Личко, сотенний Сотні Лева та його донька Зоряна)

З 2013 р. — учасниця ГО «Іскра».
2013–2014 — брала активну участь в Революції Гідності у складі 35 сотні Самооборони Майдану «Волинська січ».
18 лютого отримала поранення від світло-шумової гранати, біля Будинку профспілок.

### Творча діяльність
Основна та улюблена техніка роботи — це акварель, художниця працює з 2012 року. Саме нею Вікторія створює переважну більшість робіт.
З 2018 року змінює творчий вектор із ставкових технік до монументальних.
Переломним став мистецький проєкт «Сторожа». Творчі роботи набувають більш соціальних рис. Переважає тема соціальної та індивідуальної ідентифікації, гендерної рівності та ідея протесту у мистецтві.
Також у творчому доробку є роботи виконані на левкасі, іконографічна тематика, картини на склі, дереві та монументальні роботи виконані у авторській, змішаній техніці.

### Групові проєкти
2014 — Виставка молодих художників «Нові імена» м. Київ.
2015–2016 — виставка пленерного живопису, Косівське училище ДПМ ЛНАМ, Косів.
2016 — виставка акварельного живопису, галерея Косівського училища ПДМ ЛНАМ, Косів.
2018 — Міжнародний іконописний пленер у Замлинні, Україна.
2018 — Виставка «Молода Волинь», Луцьк, Галерея волинської спілки художників.
2018 — Учасниця міжнародного фестивалю акварелі «Mini-watercolor 2018», Київ, галерея «Локація».
2018 — Триніале живопису «ART-НОВА», галерея спілки художників, Кременчук, Україна.
2018 — Виставка акварелі «International Watercolor Mail Art Exhibition», Будапешт, Угорщина.
2018 — Груповий проєкт «Межі Свободи», куратор Василь Одрехівський, робота «Межа», Львів, Музей національно-визвольної боротьби.
2019 — Фестиваль акварельного живопису «UrbinoInAcquerello», м. Урбіно, Італія.
2019 — Групова виставка «Мальовнича Україна» галерея НСХУ, Київ.
2019 — Міжнародний фестиваль акварелі «Mini-watercolor 2019», Київ.

### Організатор та учасник
- 2015 — Благодійний художній проєкт «Мистецький простір» по збору коштів для бійців АТО, Косів — Івано-Франківськ.
- 2018 — Перший живописний пленер у Ківерцях «Духовна велич краю» присвячений сакральній архітектурі району, Ківерці.
- 2018 — Групова пленерна виставка «Духовна велич краю»[16] за участі молодих художників західного регіону, Ківерці, Ківерцівський краєзнавчий музей[17][18].
- 2018 — Живописний пленер «Симфонія Волинського лісу»[19][20][21], Ківерцівський район.

### Персональні виставки

Вікторія Романчук в процесі підготовки проєкту «Сторожа».

Презентація «Сторожі» в Будинку профспілок, 2019

2019 — Виставка акварельного живопису «Історії», музей побуту та етнографії Гуцульщини, м. Косів.
2019 — «Історії про нас», виставка акварельного живопису, галерея Арт-коридор, м. Луцьк, Україна.
2019 — Проєкт «Сторожа», Будинок профспілок, Київ, Україна.
2018 — «Під відкритим небом», виставка акварельного живопису, Ківерці, Україна.
2018 — «Спокій», виставка акварельного живопису, галерея Волинської спілки художників, Луцьк, Україна.
2018 — «Образ», ленд-арт проєкт польський інтеграційний центр Замлиння, Україна.
У 2018 році нагододжено орденом «За Мужність» ІІІ ступеня.
|                                                                         |
| Серія "Історії. Залізничний Вокзал у Луцьку", 60х80. Вікторія Романчук. |

|                                                                    |
| Серія "Історії. Панорама міста (Луцьк)", 40х80. Вікторія Романчук. |

|                                                                                           |
| "Історії про нас" (фестиваль Mini watercolor Київ, 2019). 25х35, папір, акварель, 2018 р. |

|                                    |
| Хата край села. Вікторія Романчук. |

|  |
|  |

| |
| "Міф. Харити дочки Зевса", виставка Арт-Нова (2018), триніале живопису. Колаж, авторська техніка, 180х180. |

|                                                                 |
| Серія "Історії. Луцький замок." 45х65, папір, акварель, 2017 р. |